# 콘퍼런스 리그컵
풋볼 콘퍼런스 리그컵(Conference League Cup)은 잉글랜드의 축구 대회로 풋볼 콘퍼런스에 속해 있는 풋볼 콘퍼런스 내셔널, 풋볼 콘퍼런스 노스, 풋볼 콘퍼런스 사우스 리그의 5~6부팀이 참가하는 컵대회이다. 
콘퍼런스 리그컵은 풋볼 콘퍼런스의 첫 번째 시즌인 1979-80시즌에 만들어져서 2000-01시즌에 끝날 때까지 22시즌 동안 존재해 왔다. 2004-05시즌에 잠깐 되살아났지만, 다음 시즌에는 필요성을 못느껴 다시 사라지게 되었다. 콘퍼런스의 후원사가 블루 스퀘어로 변경되는 것과 함께 2007-08시즌에 다시 시작하게 되었다.

## 구성
대회는 녹아웃 방식의 컵대회로 편성을 무작위로 실시한다. - FA컵처럼 작은 형태의 시드시스템을 가지고 있다. 풋볼 콘퍼런스 내셔널의 상위권 팀들은 높은 라운드에서 참가하게 된다. 풋볼 콘퍼런스가 확대할 생각이 없다면 현재의 참가팀인 68개 팀으로 컵대회가 진행된다. 처음 3라운드까지는 풋볼 콘퍼런스 노스와 풋볼 콘퍼런스 사우스의 팀들이 경쟁을 한다. 그리하여 8팀이 남게 되면 그때 내셔널의 팀이 참가하게 된다. 